# Mysmena furca
Espèce
Mysmena furca est une espèce d'araignées aranéomorphes de la famille des Mysmenidae.

## Distribution
Cette espèce est endémique du Yunnan en Chine,. Elle se rencontre dans le xian de Mengla.

## Description
Le mâle holotype mesure 0,54 mm.
La femelle décrite par Zhang, Li et Lin en 2022 mesure 0,70 mm.

## Systématique et taxinomie
Cette espèce a été décrite par Lin et Li en 2008.

## Publication originale
- Lin & Li, 2008 : « Mysmenid spiders of China (Araneae: Mysmenidae). » Annales zoologici, vol. 58, p. 487-520.